# Giải vô địch cờ vua thế giới 2013
Giải vô địch cờ vua thế giới 2013 là trận đấu giữa đương kim vô địch thế giới Viswanathan Anand và người thách đấu Magnus Carlsen, để xác định nhà vô địch cờ vua thế giới 2013. Trận đấu được tổ chức từ ngày 9 đến 22 tháng 11 năm 2013 tại Chennai, Ấn Độ, dưới sự bảo trợ của FIDE (Liên đoàn cờ vua thế giới).
Carlsen đã thắng trận đấu 6½-3½ sau 10 trong số 12 ván đấu theo lịch trình, trở thành nhà vô địch cờ vua thế giới mới. Điều này đã được Garry Kasparov và những người khác báo trước là sự khởi đầu của một kỷ nguyên mới trong cờ vua, với Carlsen là nhà vô địch đầu tiên phát triển năng lực cờ vua trong thời đại máy tính cờ vua siêu mạnh.

## Giải đấu Ứng viên
Người thách đấu được xác định trong Giải đấu Ứng viên 2013, đây là giải đấu vòng tròn hai lượt. (Đây là lần đầu tiên sau 51 năm, định dạng vòng tròn được sử dụng cho giải Ứng viên, mặc dù nó đã được sử dụng cho giải vô địch thế giới năm 2005 (FIDE) và 2007). Nó diễn ra tại Viện Kỹ thuật và Công nghệ, Savoy Place, London, từ 15 tháng 3 đến 1 tháng 4 năm 2013. Những người tham gia là:
| Tiêu chuẩn | Người chơi                    |
| --- | ----------------------------- |
| Ba người về đích cao nhất trong World Cup 2011 | Peter Svidler (Nga)           |
| Ba người về đích cao nhất trong World Cup 2011 | Alexander Grischuk (Nga)      |
| Ba người về đích cao nhất trong World Cup 2011 | Vassily Ivanchuk (Ukraine)    |
| Ba kỳ thủ có ELO cao nhất trên thế giới, không bao gồm bất kỳ người nào ở trên hoặc bên dưới (trung bình từ tháng 7 năm 2011 và tháng 1 năm 2012 danh sách xếp hạng FIDE) | Magnus Carlsen (Norway)       |
| Ba kỳ thủ có ELO cao nhất trên thế giới, không bao gồm bất kỳ người nào ở trên hoặc bên dưới (trung bình từ tháng 7 năm 2011 và tháng 1 năm 2012 danh sách xếp hạng FIDE) | Levon Aronian (Armenia)       |
| Ba kỳ thủ có ELO cao nhất trên thế giới, không bao gồm bất kỳ người nào ở trên hoặc bên dưới (trung bình từ tháng 7 năm 2011 và tháng 1 năm 2012 danh sách xếp hạng FIDE) | Vladimir Kramnik (Nga)        |
| Wildcard của Ban tổ chức giải đấu (xếp hạng FIDE vào tháng 1 năm 2012 ít nhất 2700)                                                                                       | Teimour Radjabov (Azerbaijan) |
| Người thua trong Giải vô địch cờ vua thế giới 2012 | Boris Gelfand (Israel)        |

Giải đấu có quỹ giải thưởng € 510,000 ($ 691,101). Tiền thưởng đã được chia sẻ giữa những người chơi gắn trên điểm; tiebreaks đã không được sử dụng để phân bổ nó. Các giải thưởng cho mỗi vị trí như sau:

### Kết quả
Trước giải đấu, Carlsen được coi là người có khả năng chiến thắng cao nhất, với Kramnik và Aronia được coi là đối thủ lớn nhất của anh. Ivanchuk được coi là một biến số không chắc chắn, do sự bất ổn của anh, và những người chơi khác được coi là ít có khả năng chiến thắng sự kiện này.
Trong nửa đầu của giải đấu, Aronia và Carlsen được coi là ứng cử viên chính cho vị trí đầu tiên. Ở thời điểm giữa giải, hai người cùng đứng vị trí đầu, hơn một điểm rưỡi so với Kramnik và Svidler. Trong nửa sau của giải, Kramnik, người đã hòa 7 ván đầu tiên, đã trở thành một ứng cử viên nặng ký sau khi giành bốn ván thắng, trong khi Aronian thua ba trận, và do đó bị rớt lại trong cuộc đua. Carlsen bắt đầu nửa sau của giải với vị trí đầu tiên, nhưng một trận thua trước Ivanchuk đã giúp Kramnik vượt lên dẫn trước ở vòng 12 bằng cách đánh bại Aronian. Trong vòng áp chót Carlsen đã đuổi kịp Kramnik bằng cách đánh bại Radjabov, trong khi Kramnik đã hòa với Gelfand.
Trước vòng đấu cuối cùng chỉ có Carlsen và Kramnik có thể giành chiến thắng trong giải đấu; họ có cùng 8½ điểm, 1 điểm nhiều hơn Svidler và Aronian. Carlsen có tiebreak tốt hơn (tiebreak đầu tiên, đối đầu cá nhân của hai người là 1-1, nhưng Carlsen có tiebreak thứ hai cao hơn do có nhiều ván thắng hơn) và điều này sẽ không thay đổi nếu cả hai đều có kết quả như nhau trong trận cuối cùng. Do đó, Kramnik, chơi quân đen chống lại Ivanchuk, cần phải vượt trội hơn Carlsen, người chơi quân trắng chống lại Svidler. Carlsen đã chơi để giành chiến thắng, vì điều đó sẽ đảm bảo cho anh chiến thắng giải đấu bất kể kết quả của Kramnik; tương tự như vậy, Kramnik biết rằng tỷ lệ Carlsen thua với quân trắng là rất nhỏ, và anh ta đã tràn lên tấn công Ivanchuk với phòng thủ Pirc. Điều này phản tác dụng và Ivanchuk có được lợi thế sớm, trong khi Carlsen có một thế cờ cân bằng trong ván đấu với Svidler. Carlsen sau đó đã bị áp lực nghiêm trọng về thời gian và đã không phòng thủ được trước cuộc tấn công của Svidler, điều này đã mang lại cho Svidler một chiến thắng trong cờ tàn. Trong khi đó, Ivanchuk đã đánh bại Kramnik, với Kramnik chịu thua vài phút sau khi Carlsen thua cuộc. Do đó, kết quả giải đấu là Carlsen giành chiến thắng với tiebreak thứ hai tốt hơn. Chiến thắng của Carlsen mang lại cho anh quyền thách thức nhà đương kim vô địch thế giới, Vishy Anand cho danh hiệu thế giới.